# Trugberg
Trugberg är ett berg i kommunen Fieschertal i kantonen Valais i Schweiz. Det är beläget i Bernalperna, cirka 60 kilometer sydost om huvudstaden Bern. Toppen på Trugberg är 3 932 meter över havet.